# Rockollection
Rockollection ist ein französisch- und englischsprachiger Popsong, komponiert und aufgeführt von Laurent Voulzy. Alain Souchon schrieb den Text.
Rockollection ist ein Kunstwort, zusammengesetzt aus Rock und collection (Sammlung).
Das Lied war eines der ersten, in dem mehrere Oldies als Mix abgemischt wurden und dem gleichzeitig ein kommerzieller Erfolg in vielen Ländern und dort insbesondere in Diskotheken beschieden war. Dies galt auch für die deutschsprachigen Länder und insbesondere die Schweiz. In Deutschland trat Voulzy mit diesem Lied in den Fernseh-Musiksendungen disco und Musikladen auf. Somit wurde diese neue Form des Mixens einem breiteren Publikum bekannt. Das 1977 erschienene Lied reflektiert französischsprachig die damaligen Erinnerungen Erwachsener an ihre Jugend und illustriert diese mit zumeist englischsprachigen Oldies aus den 1960er Jahren. Voulzy veröffentlichte das Lied auch in einer englisch- und spanischsprachigen Version.
Seit der Originalversion aus dem Jahre 1977, hat Voulzy das Lied mehrmals mit teilweise verändertem Text und anderen Oldies veröffentlicht.

## Originalversion (1977)
11:40 Minuten (Maxi Version)
- Little Eva – The Loco-Motion
- The Beatles – A Hard Day’s Night
- The Beach Boys – I Get Around
- Them – Gloria
- The Rolling Stones – (I Can’t Get No) Satisfaction
- Bob Dylan – Mr. Tambourine Man
- Bee Gees – Massachusetts
- Donovan – Mellow Yellow
- The Mamas & the Papas – California Dreamin’

In der 7-Zoll-Single-Version war das Lied in einen Part I auf der A-Seite, der nach dem fünften Lied ausblendete, und einen Part II auf der B-Seite geteilt.

## Voulzy TourLive-Version (1994)
18:20 Min
- Little Eva – The Loco-Motion
- The Beatles – Ticket to Ride
- The Beatles – A Hard Day’s Night
- The Beach Boys – Fun, Fun, Fun
- The Beach Boys – I Get Around
- The Kinks – You Really Got Me
- Them – Gloria
- The Rolling Stones – Let's Spend the Night Together
- The Rolling Stones – Jumpin’ Jack Flash
- The Rolling Stones – (I Can’t Get No) Satisfaction
- Bob Dylan – Mr. Tambourine Man
- Bee Gees – Massachusetts
- Bee Gees – Stayin’ Alive
- Herman’s Hermits – No Milk Today
- The Who – Pinball Wizard
- The Troggs – Wild Thing
- The Mamas & the Papas – California Dreamin’
- The Police – Message in a Bottle

## Le Gothique Flamboyant Pop Dancing TourLive-Version (2004)
21:30 Minuten
- Little Eva – The Loco-Motion
- The Beatles – From Me to You
- The Beatles – Day Tripper
- The Beatles – A Hard Day’s Night
- The Beach Boys – Fun Fun Fun
- The Beach Boys – I Get Around
- Them – Gloria
- The Rolling Stones – Paint It Black
- The Rolling Stones – (I Can’t Get No) Satisfaction
- Bob Dylan – Mr. Tambourine Man
- Bee Gees – Massachusetts
- Bee Gees – Night Fever
- Stevie Wonder – Superstition
- Simon & Garfunkel – The Boxer
- Shocking Blue – Venus
- The Kinks – Sunny Afternoon
- The Mamas & the Papas – California Dreamin’
- Canned Heat – On the Road Again
- Yes – Owner of a Lonely Heart
- The Police – Message in a Bottle

## Studioversion (2008)
Für sein Album aus 2008 Recollection nahm Laurent Voulzy eine neue Version mit dem Titel Rockollection 008 mit einer Spieldauer von 15:43 Minuten auf.
- The Crystals – Da Doo Ron Ron
- The Beatles – I Want to Hold Your Hand
- The Beatles – Ticket to Ride
- Herman’s Hermits – No Milk Today
- The Troggs – With a Girl Like You
- Roy Orbison – Oh, Pretty Woman
- The Rolling Stones – Paint It Black
- The Rolling Stones – Ruby Tuesday
- The Rolling Stones – Jumpin’ Jack Flash
- The Rolling Stones – (I Can’t Get No) Satisfaction
- The Byrds – Turn! Turn! Turn!
- Michel Polnareff – L'Amour avec toi
- Bee Gees – Massachusetts
- Bee Gees – How Deep Is Your Love
- Bee Gees – Night Fever
- Bee Gees – More Than a Woman
- The Beatles – Eleanor Rigby
- The Beach Boys – Good Vibrations
- The Who – Substitute
- The Beatles – Penny Lane
- The Kinks – Sunny Afternoon
- The Mamas & the Papas – California Dreamin’